# Len Wiseman

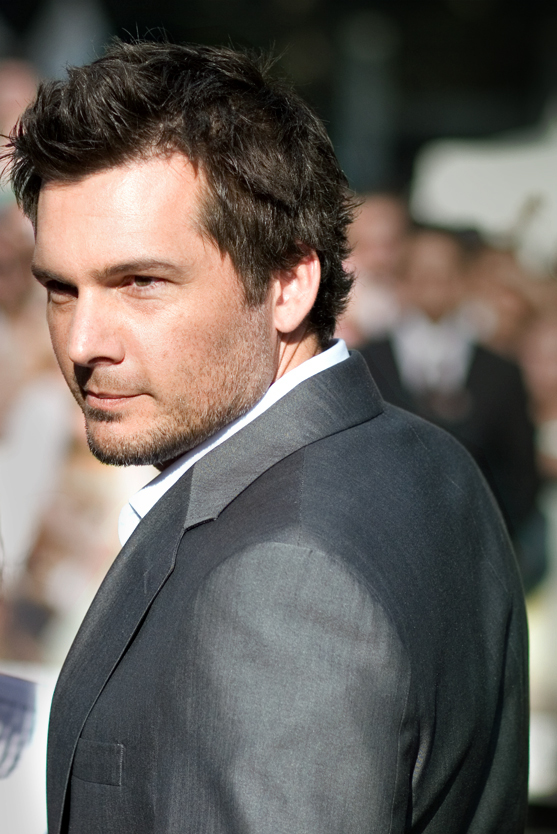
Len Wiseman (2007)

Len Ryan Wiseman (* 4. März 1973 in Fremont, Kalifornien) ist ein US-amerikanischer Regisseur und Drehbuchautor, der vor allem für seinen Fantasy/Horror-Actionfilm Underworld (2003) bekannt ist und auch dessen Fortsetzung inszeniert hat.

## Werdegang

### Filmkarriere
Seine Karriere begann in den Ausstattungsteams verschiedener Filme wie Men in Black und Independence Day, später drehte er vorwiegend Musikvideos und Werbespots (unter anderem für Intel und PlayStation). Nach dem Erfolg der Underworld-Filme wurde er als Regisseur für die dritte Fortsetzung der Stirb-Langsam-Reihe, Stirb langsam 4.0, ausgewählt. Der Actionfilm mit Bruce Willis in der Hauptrolle startete am 27. Juni 2007 in den deutschen Kinos. Als Wisemans neues Projekt galt bis Oktober 2007 eine Neuverfilmung des Films Die Klapperschlange (1981); dann wurde die Regiearbeit jedoch von Brett Ratner übernommen, um kurz darauf auch von ihm niedergelegt zu werden. Wiseman und Ratner gelten jedoch nach wie vor als Favoriten für die Regiearbeit. 2010 inszenierte er die Pilotepisode der Fernsehserie Hawaii Five-0.
Im Sommer 2012 erschien Wisemans Science-Fiction-Film Total Recall, der wie der 1990 erschienene Film Die totale Erinnerung – Total Recall auf einer Kurzgeschichte von Philip K. Dick basierte. Danach folgten Arbeiten als (ausführender) Prozent und vereinzelt als Regisseur für verschiedene Serie. Wiseman war auch an der Entwicklung der Serie Sleepy Hollow beteiligt und war seit Beginn ihrer Ausstrahlung im Jahr 2013 einer ihrer Ausführenden Produzenten.
Mit From the World of John Wick: Ballerina lief im Mai 2025 sein erster Spielfilm nach mehr als 12 Jahren an.

### Privates
Bei den Dreharbeiten zum Kinofilm Underworld lernte Wiseman Kate Beckinsale, die die Rolle der Selene spielte, kennen. Die beiden verlobten sich im Sommer 2003 und heirateten am 9. Mai 2004 in Kalifornien. Im November 2015 wurde bekannt, dass sich das Paar nach elf Jahren Ehe getrennt habe.

## Filmografie (Auswahl)
Regie & Drehbuch
- 2003: Underworld (Regie)
- 2006: Underworld: Evolution (Regie, Drehbuch mit Danny McBride)
- 2007: Stirb langsam 4.0 (Live Free or Die Hard, Regie)
- 2009: Underworld – Aufstand der Lykaner (Underworld: Rise of the Lycans, Drehbuch mit Danny McBride)
- 2012: Underworld: Awakening (Drehbuch mit John Hlavin, J. Michael Straczynski, Allison Burnett)
- 2012: Total Recall (Regie)
- 2013: Sleepy Hollow (Fernsehserie, Regie Folge 1x01)
- 2016: Lucifer (Fernsehserie, Regie Folge 1x01)
- 2017: APB – Die Hightech-Cops (APB, Fernsehserie, Regie Folge 1x01)
- 2017: The Gifted (Fernsehserie, Regie Folge 1x02)
- 2025: From the World of John Wick: Ballerina

Produzent
- 2008: Underworld – Aufstand der Lykaner (Underworld: Rise of the Lycans)
- 2012: Underworld: Awakening
- 2013–2017: Sleepy Hollow (Fernsehserie, als ausführender Produzent)
- 2016: Underworld: Blood Wars

Ausstattungsassistent
- 1994: Stargate
- 1996: Independence Day
- 1997: Men in Black
- 1998: Godzilla